# Rae (automobilismo)
A Rae foi um construtor norte-americano de carros de corrida. Produziu chassis para a equipe Sampson Manufacturing nas 500 Milhas de Indianápolis de 1950, que naquele ano fez parte do calendário do Campeonato Mundial da FIA.